# Lebeckia multiflora
Lebeckia multiflora är en ärtväxtart som beskrevs av Ernst Meyer. Lebeckia multiflora ingår i släktet Lebeckia och familjen ärtväxter. Inga underarter finns listade i Catalogue of Life.